# Semeurs volontaires
Les Semeurs volontaires est un mouvement favorisant les échanges gratuits et la plantation dans les espaces privés mais également publics de semences interdites à la commercialisation et communément appelées semences paysannes. En effet, actuellement, seules les variétés inscrites au Catalogue officiel européen des espèces et variétés peuvent être vendues en France.
Les semences non référencées ne sont pas autorisées à la production, la vente, l'échange ou le don dans un cadre professionnel. Or, référencer une semence coûte relativement cher et reste ainsi un procédé réservé aux firmes semencières, favorisant selon les semeurs la disparition des semences rares et la standardisation de l'offre. L'ensemble des semences est conservé dans des bases de recherche pour éviter leur disparition. Ainsi, Bjorn Lomborg écrit-il : « aux États-Unis, l’Agricultural Research Service National Small Grains Collection (Collection nationale de petites graines du service de recherche agricole) à Aberdeen, Idaho, détient 43 000 spécimens ».

## Histoire
Après onze ans d'action politique contre les OGM, José Bové et d'autres personnalités, pour beaucoup membres des Faucheurs volontaires, ont créé en 2008 le mouvement des « Semeurs volontaires ».

## Objectifs
- Sauvegarde de semences sauvages ou de semences non issues de manipulations génétiques.
- Dénonciation de toutes les formes de « privatisation du vivant ».

## Actions menées par le mouvement
- Le 14 mai 2005, les Semeurs volontaires ont semé du maïs biologique sur des parcelles d’essais de maïs transgénique, à Valdivienne dans la Vienne[3].

- Les 27 et 28 octobre 2008 : rassemblement des Semeurs volontaires à Paris « Contre le fichage génétique et la privatisation du vivant ».